# PGM総成ゴルフクラブ
PGM総成ゴルフクラブ（ピージーエムそうせいゴルフクラブ）は、千葉県成田市西和泉に広がるゴルフ場である。

## 概要
PGM総成ゴルフクラブは、かつては、「セントラルビル株式会社」によって、1964年（昭和39年）11月25日、建設された「成田カントリークラブ」で、コース設計は和泉一介が行い、18ホール規模のメンバーコースのゴルフ場だった。その後、不祥事があり経営が肩代わり、セミパブリックコースで再開場した。1977年（昭和52年）、コースを9ホール増設し27ホール規模となり、コース名を成田カントリークラブから「総成カントリー倶楽部」に名称変更、メンバーシップコースとなった。
2011年（平成23年）11月11日、総成カントリー倶楽部の経営会社セントラルビルは、民事再生法の手続きを申請。2012年（平成24年）4月18日、セントラルビルは、スポンサー型の再生計画案を提出、「日本土地建物株式会社」と「株式会社レイクウッドコーポレーション」をスポンサーとして再建を図る。同年5月18日、債権者集会で、再生計画案が賛成多数で可決、認可決定を受けた。同年6月29日、コース名を総成カントリー倶楽部から「レイクウッド総成カントリークラブ」に名称変更した。
2018年（平成30年）12月17日、株式譲渡に伴い、「PGMホールディングス株式会社グループ」に移った。それに伴い、コース名称と経営会社の商号を変更、コース名のレイクウッド総成カントリークラブを「PGM総成ゴルフクラブ」に名称変更、商号を株式会社レイクウッド総成から「総成ゴルフ株式会社」に変更した。
コースは、千葉県の北総大地に位置し、恵まれた自然の地形を活かした丘陵コースで、各コースは松林でセパレートされ、自然の池を生かした変化に富んだ林間コースの趣のあるコースである。また、日本のプロゴルフメジャー大会の1つで日本ゴルフ協会主催競技でもあり、日本選手権大会に相当する日本オープンゴルフ選手権競技大会など多くの大会開催の実績がある。

## 所在地
〒286-0827 千葉県成田市西和泉729番地

## コース情報
- 開場日 - 1964年11月25日
- 設計者 - 和泉 一介
- 面積 - 1,240,000m2（約37.5万坪）
- コースタイプ - 丘陵コース
- コース - 27ホールズ、パー108、9,993ヤード、コースレート 西・東コース72.1、東・南コース72.2、南・西コース70.9
- グリーン - 2グリーン、ベント（ペンクロス）、コーライ
- フェアウエイ - コーライ
- ラフ - ノシバ
- ハザード - バンカーの110、池が絡むホール6
- プレースタイル - 乗用カート(5人乗り)、リモコン式、キャディ・セルフ選択可
- 練習場 - 15打席 150ヤード
- 休場日 - 12月31日、1月1日[6][7]

## ギャラリー
- コース - 「PGM総成ゴルフクラブ」、コースガイド
- ハウス - 「PGM総成ゴルフクラブ」、施設情報

## 交通アクセス
- 鉄道 - 成田線（JR東日本） - 成田駅よりタクシー利用 約10分
- 道路 - 東関東自動車道 - 成田ICより 5km[7]

## メジャー選手権
- 1981年（昭和56年） - 第14回 日本女子オープンゴルフ選手権競技大会[8]

## 関連文献
- 『Pidea』、「PiDEA GOLF NAVI パチンコ関連企業運営 厳選ゴルフコース紹介(NAVI.15)PGM総成ゴルフクラブ」、東京 triple a出版Pidea事業部、2020年10月、2020年11月1日閲覧
- 『ゴルフ場セミナー』、「クラブハウス探訪 PGM総成ゴルフクラブ(千葉県・27H) 落ち着きの中に気品漂う高級コースのハウス」、東京 ゴルフダイジェスト社、2020年10月、2020年11月1日閲覧